# Pterostegia
Pterostegia es un género de plantas pertenecientes a la familia Polygonaceae.  Comprende 3 especies.

## Descripción
Se trata de una planta muy pequeña extendida o erecta anual con tallos muy delgados, peludos. Las pequeñas hojas son lobuladas o en forma de corazón y pueden ser de color verde o rosa. La planta puede desparramarse por el suelo en una capa delgada o puede formar pequeños parches aquí y allá. Lleva pequeñas flores de color rosa brillante. La planta se encuentra más comúnmente alfombrando el suelo en zonas de sombra, como en el sotobosque de un bosque fresco. A veces crece oculta a la vista por debajo de otras plantas.

## Taxonomía
El género fue descrito por Fisch. & C.A.Mey.  y publicado en Index Seminum (St. Petersburg) 2: 48. 1836.  La especie tipo es: Pterostegia drymarioides Fisch. & C.A.Mey.	

## Especies aceptadas
A continuación se brinda un listado de las especies del género Pterostegia pendientes de ser aceptadas hasta mayo de 2014, ordenadas alfabéticamente. Para cada una se indica el nombre binomial seguido del autor, abreviado según las convenciones y usos. 
- Pterostegia diphylla Nutt.
- Pterostegia drymarioides Fisch. & C.A.Mey.
- Pterostegia microphylla Nutt.